# Notts County Ladies Football Club
Il Notts County Ladies Football Club è stata una squadra di calcio femminile inglese con sede nella città di Nottingham, associato all'omonimo club maschile. Ha militato nella FA Women's Super League 1 per sei stagioni consecutive.

## Storia
Il team venne creato nel 2014 quando la squadra del Lincoln City, solo affiliata al Lincoln City maschile, venne trasferita dalla città di Lincoln a Nottingham cambiandole denominazione. Il club venne originariamente fondato a Lincoln nel 1995 e fu noto per una parte della sua storia sportiva come Lincoln City Ladies ed affiliato al Lincoln City giocando, in quel periodo al Sincil Bank e in altri impianti minori della città del Lincolnshire. La squadra assunse il nome OOH Lincoln Ladies dal 2008 fino al 2010 a seguito della sponsorizzazione da parte della Ray Trew's OOH Media PLC.
Nella sua storia sportiva il risultato più prestigioso conseguito dalla squadra, come Lincoln Ladies, fu il 4º posto conquistato nella stagione 2011 della FA Women's Super League 1, mentre nella più sua recente denominazione Notts County Ladies ha giocato, perdendola per 0-3 con le rivali dell'Arsenal, la finale di FA WSL Cup 2015.
Due giorni prima dell'inizio del campionato di FA WSL 1 2017 il Notts County ha sciolto la sua sezione femminile a causa di problemi economici e ha ritirato la sua partecipazione al campionato, che si è così ridotto a nove squadre partecipanti.

## Stadio
Il Notts County LFC giocava le partite casalinghe al Meadow Lane di Nottingham, stadio nel quale divide per le sue partite casalinghe con la squadra maschile. L'impianto ha una capienza di 20 229 spettatori.

## Palmarès

### Competizioni regionali
Come Lincoln Ladies F.C.
- Lincolnshire FA County Cup: 7'

2002-03, 2003-04, 2004-05, 2005-06, 2006-07, 2008-09, 2009-10

### Altri piazzamenti
- FA Women's Cup:

Finalista: 2015

## Organico

### Rosa 2016
Rosa e numeri aggiornati al 25 aprile 2016
| N. |                        | Ruolo | Calciatrice        |
| -- | ---------------------- | ----- | ------------------ |
| 1  | Inghilterra (bandiera) | P     | Carly Telford      |
| 2  | Svezia (bandiera)      | C     | Maja Krantz        |
| 4  | Inghilterra (bandiera) | C     | Danielle Buet      |
| 5  | Inghilterra (bandiera) | D     | Sophie Bradley (c) |
| 6  | Inghilterra (bandiera) | D     | Fern Whelan        |
| 7  | Inghilterra (bandiera) | A     | Jessica Clarke     |
| 8  | Inghilterra (bandiera) | A     | Rachel Williams    |
| 9  | Inghilterra (bandiera) | A     | Ellen White        |
| 10 | Inghilterra (bandiera) | C     | Rachel Yankey      |
| 11 | Inghilterra (bandiera) | D     | Chelsea Weston     |

| N. |                        | Ruolo | Calciatrice         |
| -- | ---------------------- | ----- | ------------------- |
| 12 | Inghilterra (bandiera) | P     | Megan Walsh         |
| 14 | Inghilterra (bandiera) | C     | Sophie Walton       |
| 15 | Inghilterra (bandiera) | D     | Amy Turner          |
| 16 | Galles (bandiera)      | C     | Angharad James      |
| 18 | Scozia (bandiera)      | C     | Leanne Crichton     |
| 19 | Inghilterra (bandiera) | C     | Ashleigh Plumptre   |
| 20 | Inghilterra (bandiera) | A     | Aileen Whelan       |
| 23 | Inghilterra (bandiera) | D     | Laura Bassett       |
| 30 | Inghilterra (bandiera) | D     | Laura Jayne O'Neill |